# Ängsfingersvamp
Ängsfingersvamp (Clavulinopsis corniculata) är en svampart som först beskrevs av Jakob Christan Schaeffer, och fick sitt nu gällande namn av Corner 1950. Ängsfingersvamp ingår i släktet Clavulinopsis,  och familjen fingersvampar.  Arten är reproducerande i Sverige. Inga underarter finns listade.

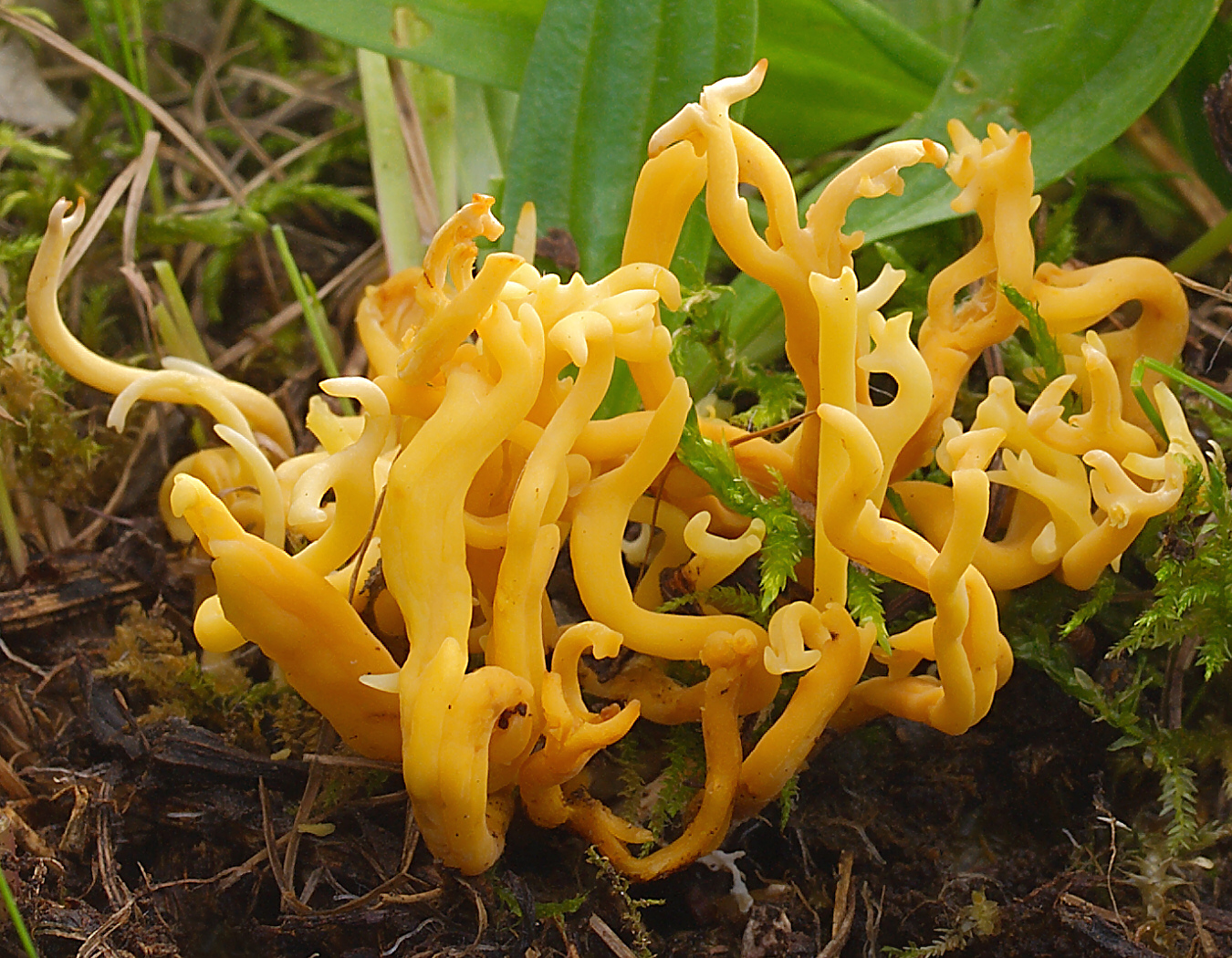
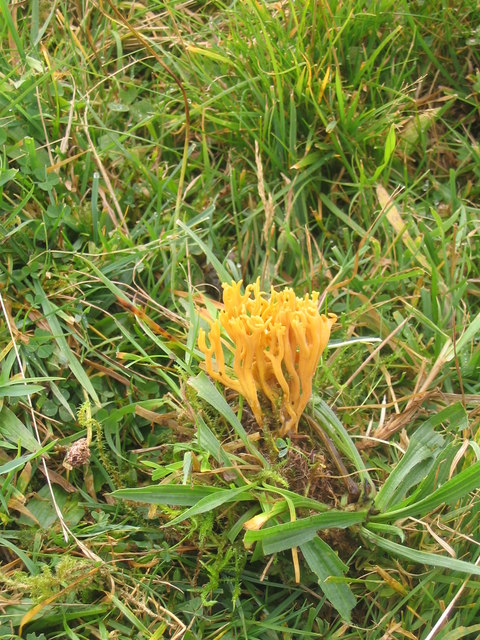
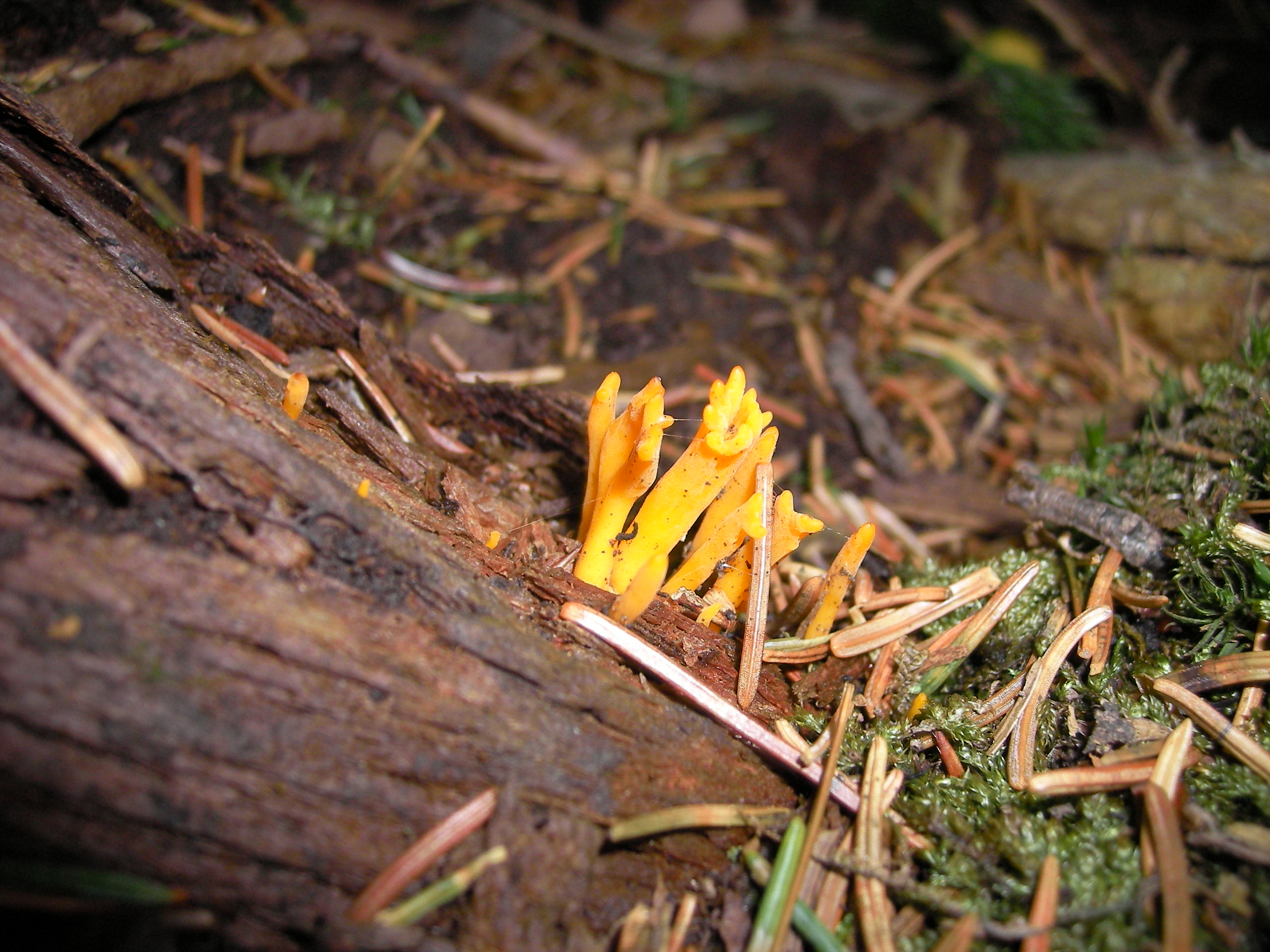
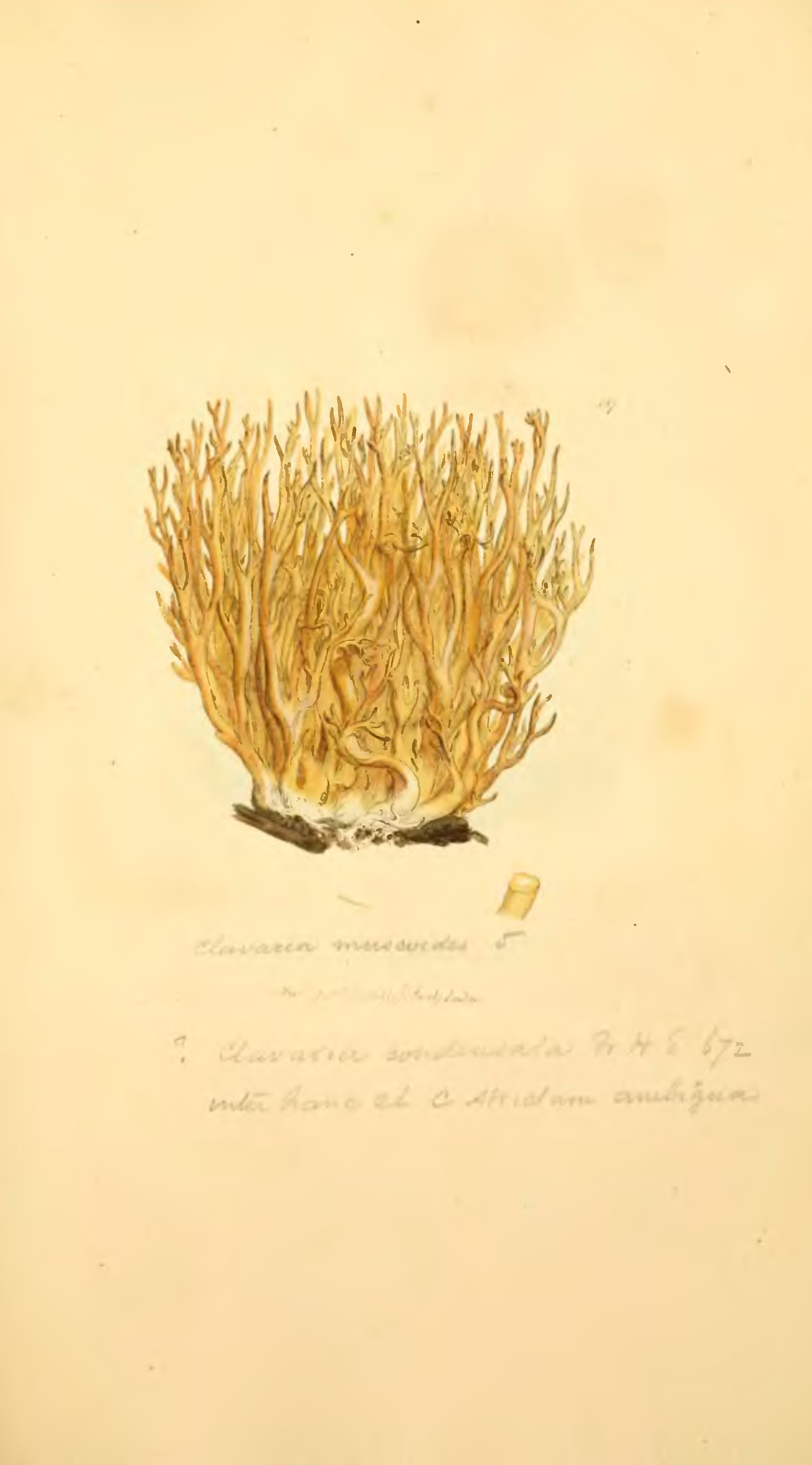
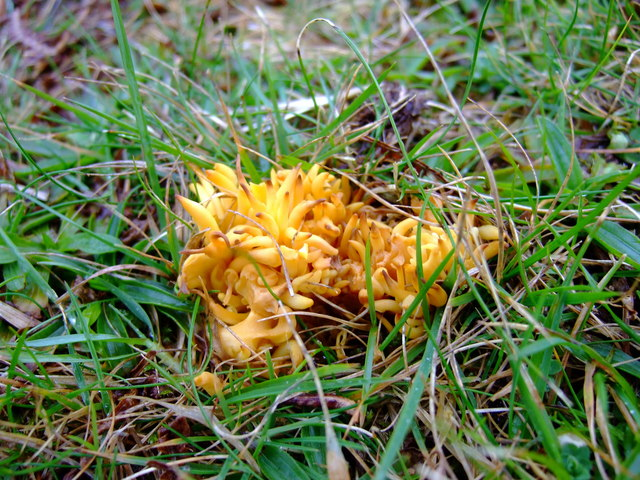